# Reteporella sparteli
Reteporella sparteli är en mossdjursart som först beskrevs av Calvet 1906.  Reteporella sparteli ingår i släktet Reteporella och familjen Phidoloporidae. Inga underarter finns listade i Catalogue of Life.